# Pin nickel hydride kim loại
Pin nickel hydride kim loại, viết tắt NiMH, là một kiểu pin sạc tương tự như pin nickel cadmi (NiCd) nhưng sử dụng hỗn hợp hấp thu hydride cho anốt thay cho cadmi, vốn là một chất độc hại; vì thế, nó không gây ô nhiễm nhiều cho môi trường. Một pin NiMH có thể có điện dung lớn gấp hai đến ba lần so với pin NiCd cùng kích thước và hiệu ứng nhớ cũng nhỏ hơn. Tuy nhiên, khi so sánh với pin Li-ion, mật độ thể tích năng lượng của nó thấp hơn và độ tự xả (self-discharge) cao hơn. Các ứng dụng của pin nhiên liệu kiểu NiMH gồm xe hybrid (như mẫu Toyota Prius) và các thiết bị điện tử. Kỹ thuật NiMH cũng được sử dụng cho tàu điện sàn thấp (như các mẫu do hãng Alstom Citadis tại Nice, Pháp, chế tạo); cũng như cho người máy dạng người (ví dụ ASIMO của Honda). Các pin NiMH tiêu chuẩn phù hợp với các thiết bị tiêu hao nhiên liệu mức trung bình như máy ảnh số, đèn chớp, và các loại thiết bị điện tử khác, nhưng, bởi vì pin NiCd có mức trở kháng thấp, chúng vẫn được dùng cho các thiết bị dùng dòng cao như các công cụ không dây và ô tô điều khiển từ xa.

## Sạc

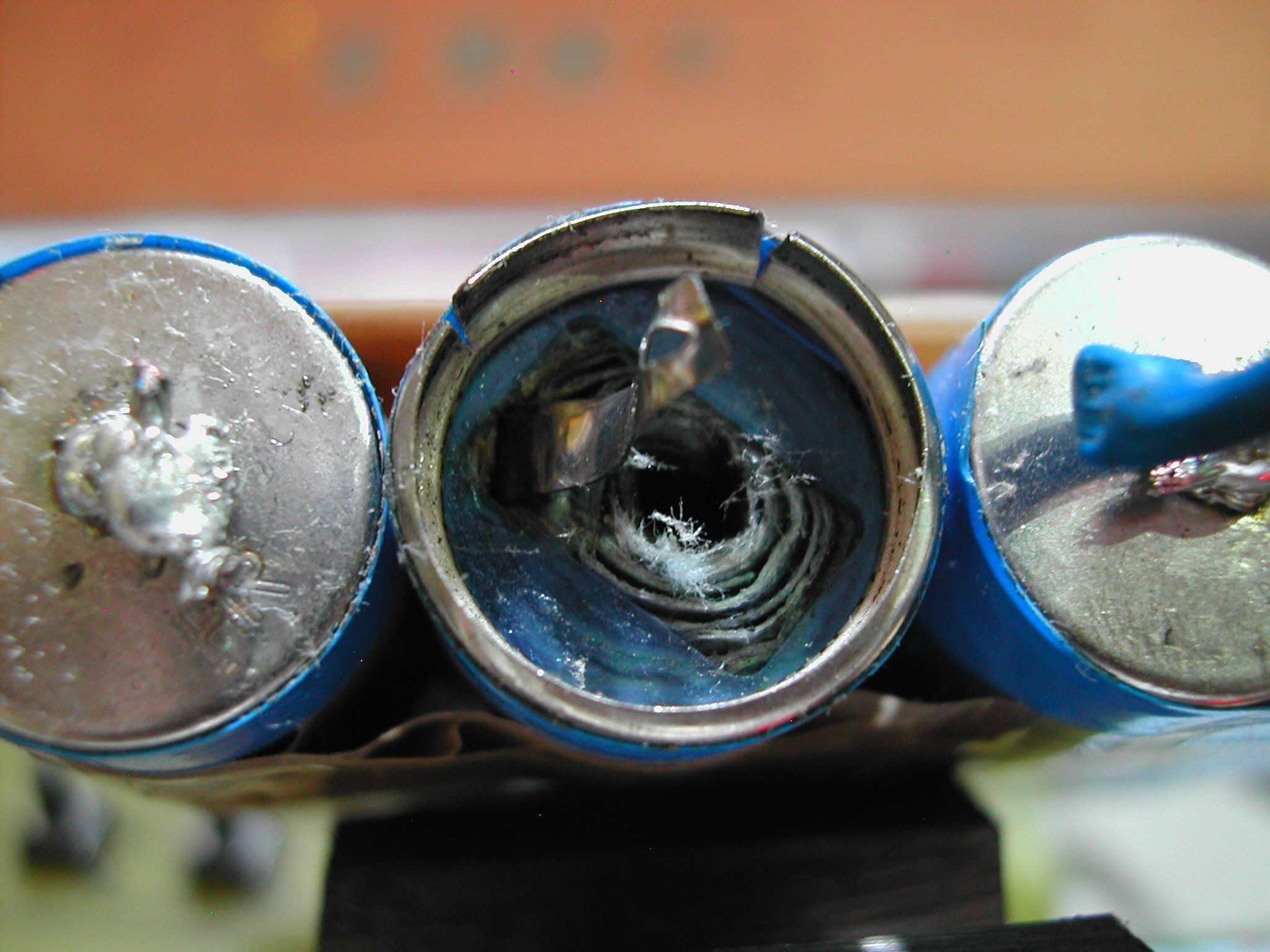
Một viên pin NiMH bị bung nắp do hỏng van an toàn.

Khi sạc nhanh, nên sạc các pin NiMH bằng một máy sạc pin thông minh để tránh sạc quá mức, có thể gây hư hỏng pin và tạo ra những điều kiện nguy hiểm. Các pin NiMH hiện đại có chứa các chất xúc tác để phản ứng ngay lập tức với các loại khí sinh ra trong quá trình sạc quá mức để pin không bị tổn hại (2 H2 + O2 ---xúc tác--> 2 H2O). Tuy nhiên, nó chỉ làm việc khi dòng điện lên tới C/10 h (điện dung danh nghĩa được chia cho 10 tiếng). Vì có phản ứng này, pin sẽ nóng lên rất nhiều, đánh dấu sự kết thúc quá trình sạc. Một số máy sạc nhanh có quạt để giữ pin mát.
Một số nhà sản xuất thiết bị cho rằng pin NiMH có thể được sạc một cách an toàn và đơn giản với các sạc pin dòng điện (thấp) ổn định, có hay không có đồng hồ tính giờ và rằng việc thường xuyên sạc quá mức cũng có thể cho phép với các dòng lên tới cỡ C/10 h. Trên thực tế, hình thức này được áp dụng cho các điện thoại bàn không dây và các loại sạc pin rẻ tiền. Dù có thể là an toàn, thì điều đó cũng không tốt cho tuổi thọ pin. Theo cuốn hướng dẫn sạc pin NiMH của Panasonic , thiết bị nạp điện thường xuyên (sạc quá mức dòng nhỏ) có thể khiến pin bị hỏng và tỷ lệ nạp điện có thể được giới hạn tới mức giữa 0,033×C trên giờ và 0,05×C trên giờ cho tối đa 20 giờ để tránh làm hỏng pin.
Việc sạc pin NiMH trong quy trình bảo quản dài hạn pin cần dùng các xung theo chu kỳ phục vụ với dòng điện cao thay cho dùng dòng điện thấp trong thời gian dài để bảo quản tuổi thọ cho pin.
Pin mới hay pin không sử dụng trong một khoảng thời gian cần được sạc đầy trước khi sử dụng. Cũng vì lý do này các pin mới có thể phải cần trải qua vài quá trình sạc/xả trước khi đạt mức điện dung công bố.

## Xả
Cần thận trọng khi tiến hành xả pin nhằm đảm bảo một hay nhiều viên pin trong một loạt pin nối kết với nhau, tương tự như hai hay bốn viên pin AA trong một máy ảnh số, không bị xả hết toàn bộ và rơi vào tình trạng đảo cực. Các viên pin không bao giờ hoàn toàn giống nhau, và vì thế không tránh được tình trạng một viên sẽ bị xả hết hoàn toàn trước các viên khác. Khi điều này xảy ra, viên pin "tốt" sẽ bắt đầu "biến" viên đã xả hết đảo chiều, điều này có thể khiến viên pin đó hỏng hoàn toàn. Một số máy ảnh, thiết bị định vị toàn cầu và PDA dò điện áp chấm dứt xả an toàn của toàn bộ một nhóm pin và chấm dứt quá trình xả, nhưng các thiết bị khác như đèn chớp và một số đồ chơi không có chức năng này. Khi nhận thấy đèn tối hoặc thiết bị hoạt động chậm lại, cần ngay lập tức tắt thiết bị để tránh tình trạng đảo cực. Đối với thiết bị chỉ sử dụng một viên pin, tình trạng đảo cực sẽ không xảy ra, bởi vì không có viên pin nào khác sạc ngược cho nó khi nó đã xả hết.
Pin NiMH có tỷ lệ tự xả cao hơn pin NiCd. Tỷ lệ tự xả trong ngày đầu tiên thường ở mức 5-10% , và ổn định trong khoảng 0,5-1% mỗi ngày ở nhiệt độ phòng. Tỷ lệ này bị ảnh hưởng lớn bởi nhiệt độ bảo quản pin.

## Lịch sử và các thông tin khác
Kỹ thuật pin NiMH được Ovonic Battery, một chi nhánh của ECD Ovonics có trụ sở tại Michigan phát triển (www.ovonic.com Lưu trữ ngày 19 tháng 6 năm 2010 tại Wayback Machine), một trong những người đồng sáng lập công ty này trong thập kỷ 1950 là nhà vật lý học Stanford R. Ovshinsky và vợ ông Iris Ovshinsky. Các pin NiMH bắt đầu được bán ra công chúng năm 1983.
Những pin tiểu (AA) thông thường có điện dung danh nghĩa C từ 1100mAh tới 2700mAh ở mức điện áp hoạt động 1,2V, thường được xếp vào loại pin cỡ 0,2C. Điện dung xả hữu dụng là số nghịch đảo của tốc độ xả, nhưng với điện dung hữu dụng cỡ 1C trở lên, không có sự khác biệt rõ rệt. Các pin NiMH có chất điện phân kiềm, thường là kali hyđrôxít. Mật độ khối lượng năng lượng đặc trưng của nguyên liệu NiMH xấp xỉ 60 W·h/kg (220 kJ/kg), với mật độ thể tích năng lượng khoảng 100 W·h/L (360 MJ/m³).

## Hóa học
NiMH là viết tắt của Nickel Metal Hydride (kền kim loại hy-đrua).
Phản ứngAnode xảy ra trong một pin NiMH như sau:
H2O + Mm + 2e- ↔ OH- + 0.5H2 (được tích trữ thành Mm-Hx)
Pin được sạc theo vế phải của phương trình này và xả theo vế trái. Mm biểu thị mischmetal. Cần nhớ rằng hydro sinh ra trong quá trình sạc được trữ ở dạng Mm-Hx, hydride kim loại của pin. Nó không sinh ra ở dạng khí. Nickel(II) hydroxide tạo thành cathode.
"Kim loại" trong một pin NiMH trên thực tế là hỗn hợp liên kim loại (intermetalic). Nhiều hợp chất khác nhau đã được nghiên cứu cho ứng dụng này, nhưng những hợp chất thường sử dụng hiện nay được chia thành hai loại. Hợp chất thường thấy nhất là AB5, với A là một hỗn hợp đất hiếm và/hay titan và B là nickel, côban, măngan, và/hay nhôm. Các điện cực điện dung cao "đa thành phần" dựa trên các hỗn hợp AB2, với A là titan hay vanadi và B là zirconi hay nickel, được bổ sung crôm, cobalt, sắt hay mangan .
Tất cả các hỗn hợp đó đều có cùng vai trò, có thể tạo thành một hỗn hợp các hợp chất hydride kim loại. Khi các ion hydro bị tách khỏi dung dịch điện phân kali hydroxide do điện áp tạo ra trong quá trình sạc, quá trình này ngăn chặn chúng tạo ra khí, cho phép giữ khối lượng và áp suất thấp. Khi pin xả điện, các ion tương tự được giải phóng để tham gia vào quá trình nghịch đảo.
Các pin NiMH ít bị ăn mòn, vì thế nếu để chúng trong đèn chớp trong thời gian hơn một năm, chúng ít bị ăn mòn hơn so với các loại pin kiềm.